# Ablabys
Ablabys är ett släkte av fiskar som ingår i familjen Tetrarogidae.
Arter enligt Catalogue of Life och FishBase:
- Ablabys binotatus
- Ablabys macracanthus
- Ablabys taenianotus

## Bildgalleri

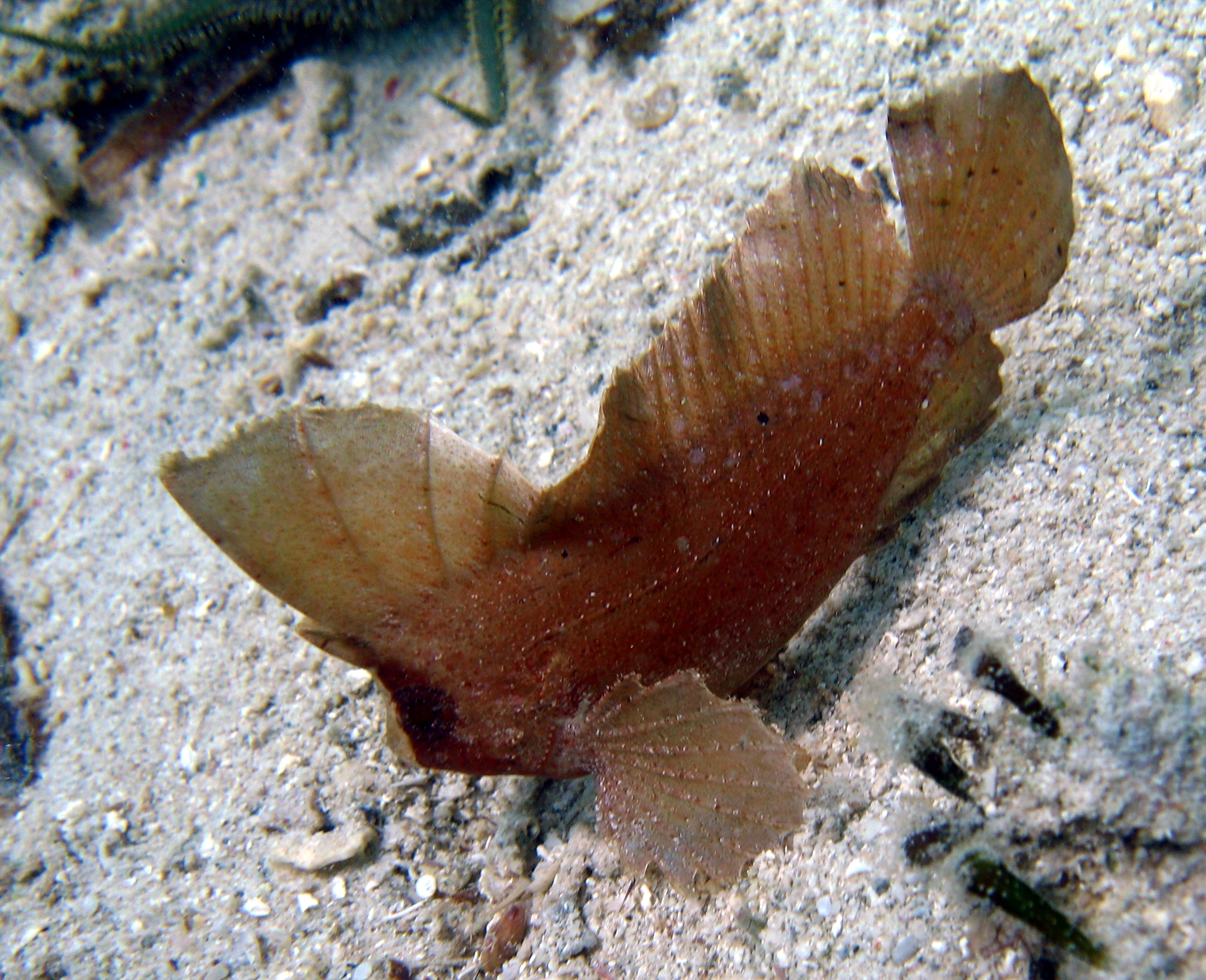
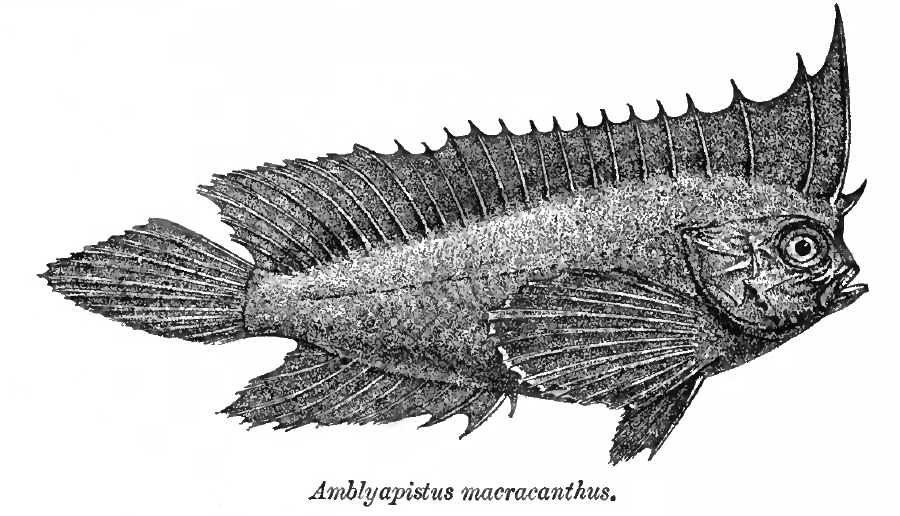
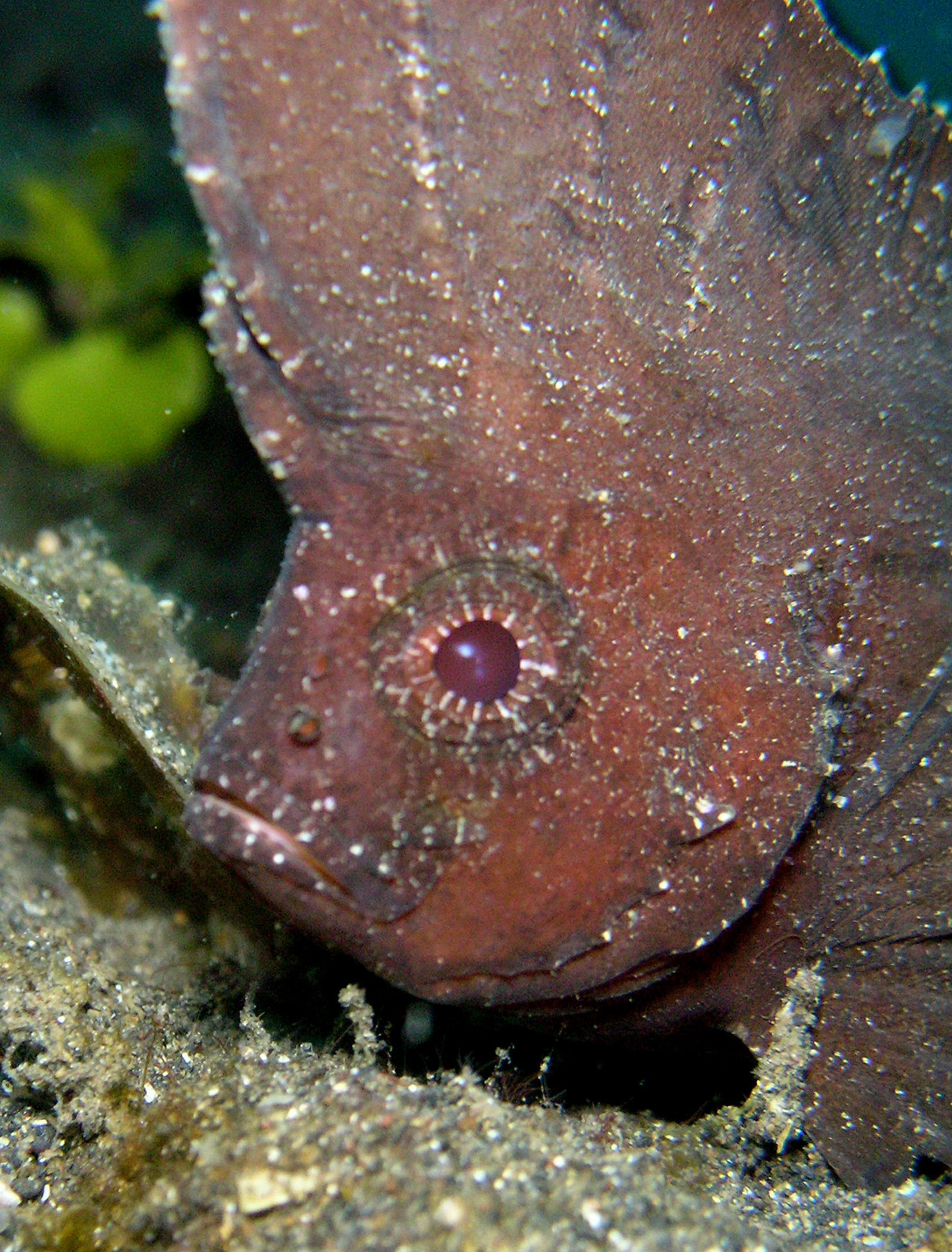
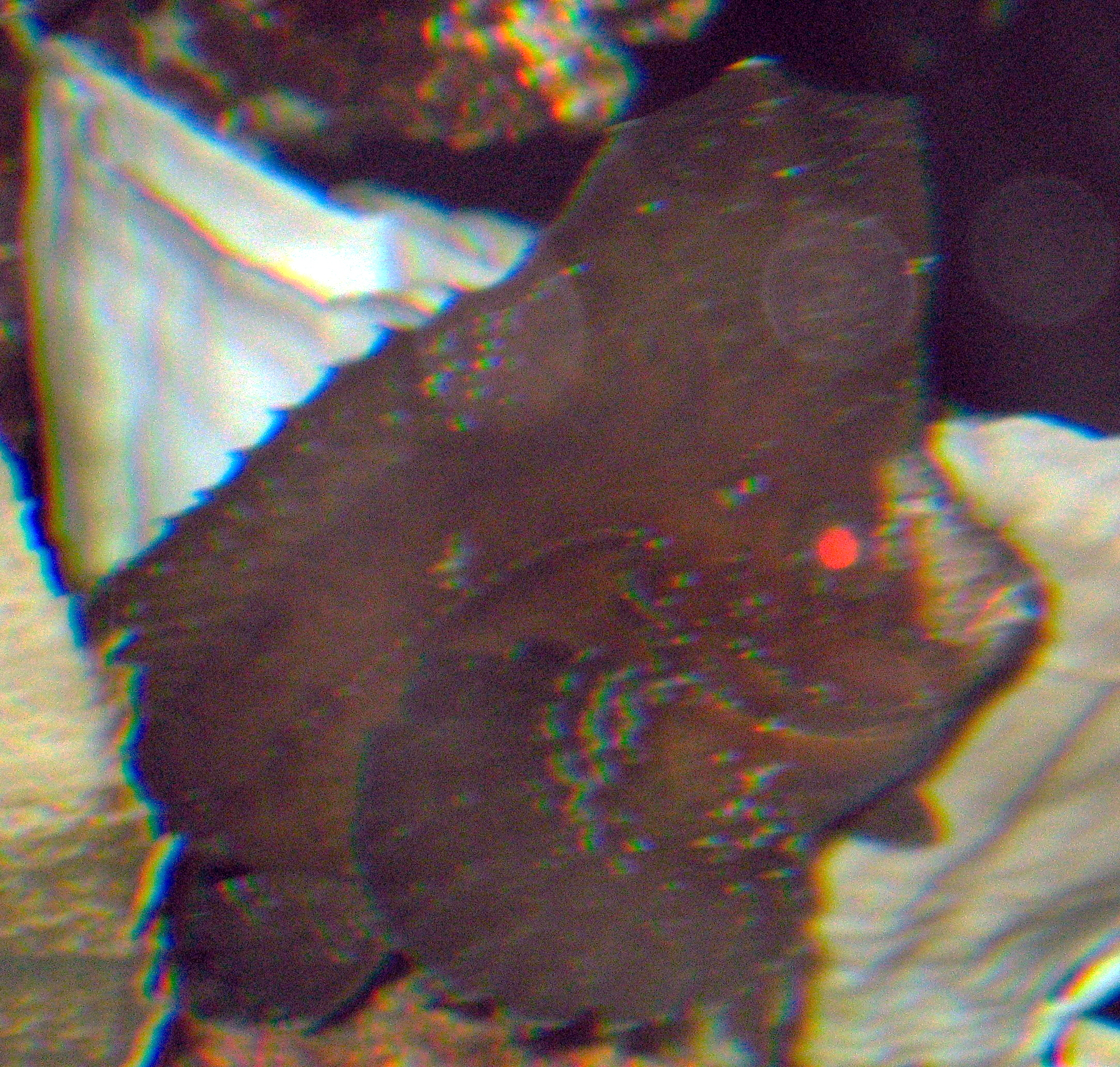